# Кольчані
Кольчані (ісп. Colchani) — високогірне містечко у болівійських Андах (плато Альтіплано), у провінції Антоніо-Кіхарро у департаменті Потосі. Знаходиться за 20 кілометрів від міста Уюні безпосередньо на межі однойменного солончака. Основним джерелом прибутку місцевих мешканців є туризм.

## Клімат
Селище знаходиться у зоні, котра характеризується кліматом тропічних степів. Найтепліший місяць — січень із середньою температурою 11.1 °C (52 °F). Найхолодніший місяць — липень, із середньою температурою 4.4 °С (39.9 °F).
| Клімат Кольчані         | Клімат Кольчані | Клімат Кольчані | Клімат Кольчані | Клімат Кольчані | Клімат Кольчані | Клімат Кольчані | Клімат Кольчані | Клімат Кольчані | Клімат Кольчані | Клімат Кольчані | Клімат Кольчані | Клімат Кольчані | Клімат Кольчані |
| Показник                | Січ.            | Лют.            | Бер.            | Квіт.           | Трав.           | Черв.           | Лип.            | Серп.           | Вер.            | Жовт.           | Лист.           | Груд.           | Рік             |
| Середня температура, °C | 11,1            | 10,9            | 10,7            | 9,2             | 6,6             | 4,7             | 4,4             | 5,7             | 7,5             | 9,5             | 10,7            | 10,9            | 8,5             |
| Норма опадів, мм        | 44.6            | 39.4            | 25.2            | 0.8             | 1.1             | 0.8             | 0.7             | 0.7             | 1.6             | 0.7             | 6.6             | 19.9            | 142.1           |
| Днів з опадами          | 15              | 14,2            | 10,3            | 3,5             | 0,1             | 0               | 0               | 1               | 2,2             | 3,9             | 6,1             | 12,8            | 69,1            |
| Вологість повітря, %    | 58.5            | 60.3            | 58.7            | 47.7            | 35.5            | 32.8            | 32.7            | 34.5            | 37.5            | 42.4            | 49.1            | 55.1            | 45.4            |
| ----------------------- | --------------- | --------------- | --------------- | --------------- | --------------- | --------------- | --------------- | --------------- | --------------- | --------------- | --------------- | --------------- | --------------- |
| Джерело: Weatherbase    |                 |                 |                 |                 |                 |                 |                 |                 |                 |                 |                 |                 |                 |